# Fraser Taggart
Fraser Taggart ist ein Kameramann.
Taggart arbeitete als Kameramann der Second Unit an einer Vielzahl namhafter Actionfilme, darunter mehrere Filme der Mission: Impossible-Filmreihe und der Kingsman-Reihe. Er war bereits an mehreren Filmen mit Tom Cruise beteiligt. In Mission: Impossible – Fallout (2018) arbeitete Taggert unter anderem an den Szenen der Helikopter-Jagd und des HALO-Sprungs. In der Folge war Taggert hauptverantwortlicher Kameramann des 2023 erschienenen siebten Teils Mission: Impossible – Dead Reckoning Teil Eins, bei dem er unter anderem den Stunt filmte, bei dem Tom Cruise mit einem Motorrad über eine Klippe springt. Auch beim Nachfolgefilm Mission: Impossible – The Final Reckoning war er Kameramann.

## Filmografie (Auswahl)
- 1999: Let the Good Times Roll (Kurzfilm)
- 2005: Dead Fish
- 2014: Robot Overlords – Herrschaft der Maschinen (Robot Overlords)
- 2017: The Birth of Boxing (Kurzfilm)
- 2023: Mission: Impossible – Dead Reckoning Teil Eins (Mission: Impossible – Dead Reckoning Part One)
- 2025: Mission: Impossible – The Final Reckoning